# Ludomir Sawicki
Ludomir Sawicki (ur. 14 września 1884 w Wiedniu, zm. 3 października 1928 w Krakowie) – polski geograf, podróżnik i wydawca.

## Życiorys
Urodził się w rodzinie wysokiego urzędnika sądowego. W latach 1903–1907 studiował na uniwersytecie wiedeńskim geografię, historię i geologię, uzyskując stopień doktora. W następnych latach pogłębiał wiedzę geograficzną w Lozannie i Berlinie oraz podczas podróży naukowych po Szwajcarii, Francji, Dalmacji; wraz z amerykańskim geografem Williamem Morrisem Davisem odwiedził również północne Włochy i Walię.
Działalność naukową rozpoczął od badań geomorfologicznych Karpat, ze szczególnym uwzględnieniem procesów krasowych, glacjalnych, morfogenetycznych i in. W 1910 przeniósł się do Krakowa, gdzie stał się pionierem rozwoju antropogeografii. Po uzyskaniu habilitacji prowadził zajęcia ze studentami Uniwersytetu Jagiellońskiego, zarobkowo pracował jako nauczyciel geografii w gimnazjach w Bochni i Krakowie. W czerwcu 1919 nadano mu tytuł profesora zwyczajnego.
Od 1916 kierownik katedry geografii zwanej wówczas Gabinetem Geograficznym UJ (następca Franciszka Czerny-Schwarzenberga), przekształconego później dzięki jego zaangażowaniu w Instytut Geograficzny.
Założyciel drukarni i księgarni „Orbis” (rok założenia 1919), której nakładem ukazywały się opracowane przez niego podręczniki szkolne, mapy i atlasy oraz czasopisma, m.in. „Wierchy”.
Uczestnik ekspedycji do Syjamu (1923), przy okazji zwiedził również Cejlon. Dwa lata później odbył półroczną podróż do Afryki (Trypolitania, Cyrenajka, Egipt, Erytrea). Po nabyciu samochodu terenowego i wyposażeniu go m.in. w laboratorium i łódź odbył wyprawy naukowe: na Kresy Wschodnie – 1926 (Wileńszczyzna, Polesie, Wołyń, Podole), na Bałkany i do Azji Mniejszej – 1927 (Rumunia, Turcja). Podczas kolejnego wyjazdu na Bałkany, rozpoczętego w lipcu 1928, zachorował. Zmarł wkrótce po powrocie z wyprawy do Krakowa, 3 października 1928. Pochowany w Krakowie na cmentarzu Rakowickim (kwatera BB, płd.-wsch.).

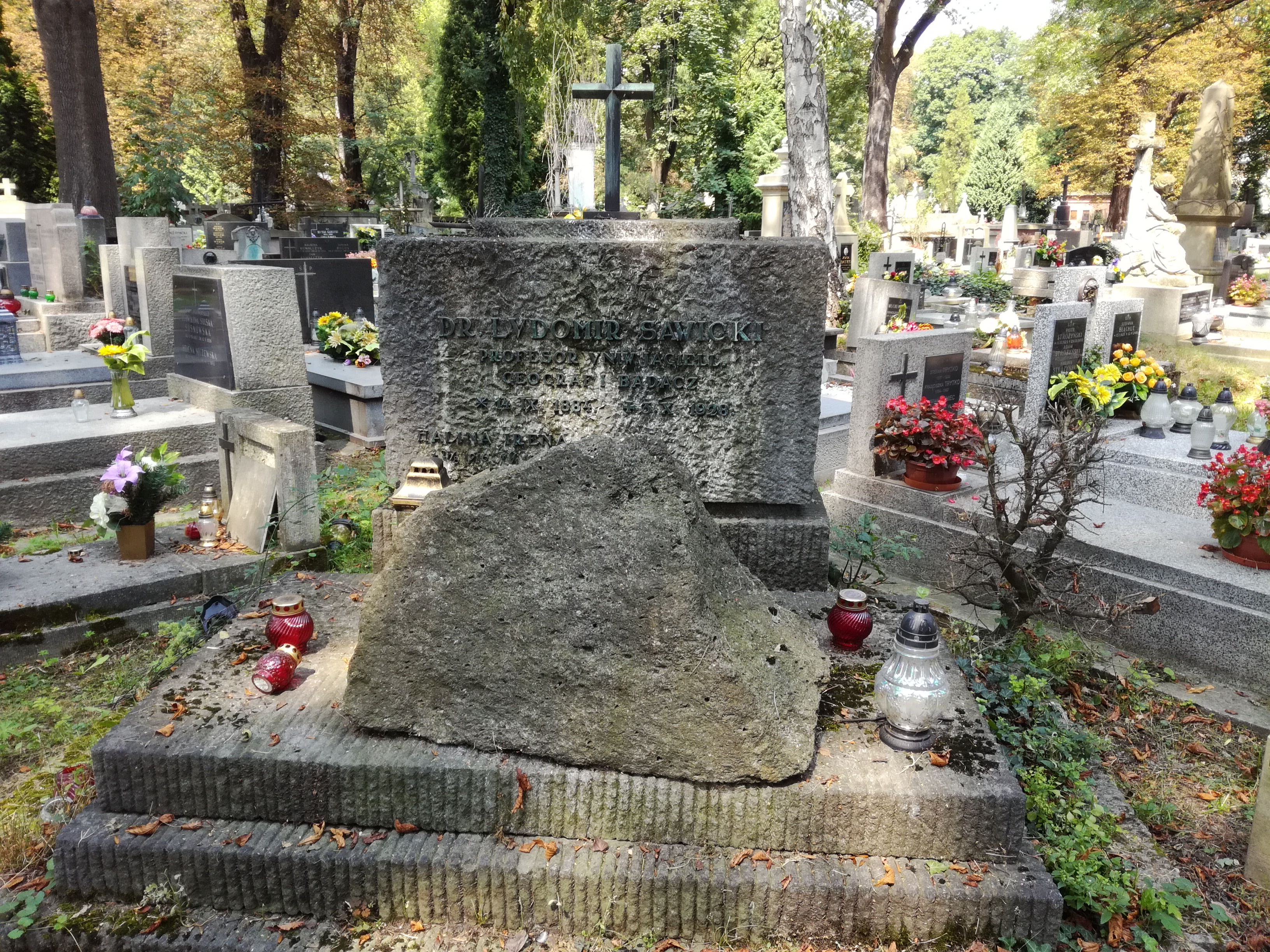
Grób prof. Ludomira Sawickiego na cmentarzu Rakowickim

Organizator życia naukowego, m.in. współzałożyciel Polskiego Towarzystwa Geograficznego (1918), w latach 1918–1922 pierwszy redaktor Przeglądu Geograficznego, członek towarzystw naukowych i uczestnik międzynarodowych kongresów. Uznany nauczyciel akademicki, popularyzator wiedzy geograficznej i krajoznawczej, także w formie prelekcji radiowych.
Autor licznych publikacji – ok. 150 pozycji w kilku językach, m.in.: Z fizjografii Zachodnich Karpat (1909), Rozmieszczenie ludności w Karpatach Zachodnich (1910 – rozprawa habilitacyjna), Wędrówki pasterskie w Karpatach I (1912), Wędrówki pasterskie w Karpatach II-IV (1919), Wiadomości o środkowopolskiej morenie czołowej (1921), W narożniku Azji (1924), Z geomorfologii centralnego Cejlonu (1925), Przełom Wisły przez Średniogórze Polskie (1925) i inne.